# 恰克·貝瑞
查爾斯·赫希·貝瑞（英語：Charles Hirsch Barris，1929年6月26日—2017年3月21日），美國遊戲節目創作者、製片人、主持人、詞曲作家及作家。他以主持《銅鑼秀》和創作《約會遊戲》和《新婚遊戲》而聞名。他還寫了弗雷迪·卡農演唱的〈帕利塞茲公園〉一曲。
貝瑞還知名於撰寫的自傳《危險心靈的自白》（Confessions of a Dangerous Mind），內容講述自己電視事業和心路歷程之餘，亦加入了自己曾在中央情報局工作的秘密，但書出版後的1984年，他承認中央情報局的經歷實屬捏造。該書於2002年改編成電影《神經殺手》，由喬治·克隆尼執導，山姆·洛克威爾飾演貝瑞。

## 外部連結
- 恰克·貝瑞在互联网电影资料库（IMDb）上的資料（英文）
- 在美国电视档案馆上的恰克·貝瑞採訪視頻
- 在Find a Grave上的恰克·貝瑞